# Knox City (Texas)
Knox City is een plaats (town) in de Amerikaanse staat Texas, en valt bestuurlijk gezien onder Knox County.

## Demografie
Bij de volkstelling in 2000 werd het aantal inwoners vastgesteld op 1219.
In 2006 is het aantal inwoners door het United States Census Bureau geschat op 1063, een daling van 156 (-12,8%).

## Geografie
Volgens het United States Census Bureau beslaat de plaats een oppervlakte van
2,2 km², geheel bestaande uit land. Knox City ligt op ongeveer 452 m boven zeeniveau.

## Plaatsen in de nabije omgeving
De onderstaande figuur toont nabijgelegen plaatsen in een straal van 20 km rond Knox City.